# Feels (canción de Calvin Harris)
«Feels» —en español: Sensaciones»— es una canción grabada y producida por el DJ escocés Calvin Harris. Cuenta con la participación de los cantantes y compositores estadounidenses Pharrell Williams, Katy Perry y el rapero Big Sean. Fue lanzada el 16 de junio de 2017 a través de Sony Music como el cuarto sencillo de su quinto álbum de estudio Funk Wav Bounces Vol. 1 (2017). La canción está calificada como la cuarta de 10 nuevas canciones que Calvin Harris planea lanzar a lo largo de 2017, después de "Slide", Heatstroke y Rollin.

## Lanzamiento
El 14 de junio de 2017, Calvin Harris anunció en las redes sociales que lanzaría el cuarto sencillo de su próximo álbum el 16 de junio de 2017, bajo el nombre de "Feels". El post incluyó la portada del sencillo y créditos de este.

## Composición
Feels fue escrita por Adam Wiles, Pharrell Williams, Brittany Hazzard, Katherine Hudson y Sean Anderson. La canción fue producida por Harris.
La canción fue grabada en God's Eyes Studios en Los Ángeles.
Para su composición se necesitaron los instrumentos siguientes:
- Bajo (Ibanez 1200)
- Linn LM-2
- Piano Ebony (1976 Yamaha UX)
- Gibson SG Custom
- Fender Stratocaster 1965
- Teclado Wurlitzer
- Palmas creadas a partir del choque de manos de Harris

## Equipo de composición
*Calvin Harris – composición, producción, mezcla
*Pharrell Williams – voz, composición
*Katy Perry – voz y composición
*Big Sean – voz y composición
*Brittany Hazzard – composición
*Mike Larson – grabación
*Marcos Tovar – grabación
*Gregg Rominecki – grabación
*Jacob Dennis – asistente de grabación
*Iain Findlay – asistente de grabación
*Dave Kutch – remezcla

## Recepción crítica
Andy Cush de Spin llamó a la canción un poco frágil, pero un groove impecable. "Tiene una melodía hábil de sonidos de estilo de mediados de los años ochenta y años noventa de la grabación analógica, la era de la discoteca y el yate de rock: una línea de bajo cálido y redondeado, alguna guitarra Nile Rodgers, una línea descendente pulida en Fender Rhodes". Elia Leight, de Rolling Stone, dijo que la canción es "un lazo sencillo y ligero, que combina la guitarra puntual del ska, una línea lúdica del teclado y chirridos encantadores que recuerdan el resbalón de un personaje de dibujos animados en una cáscara de plátano". Brent Faulkner de The Musical Hype dijo que la canción es poco hecha, dejando más que desear, agregando que es "el tipo de disco que es más agradable debido al sonido que al lirismo"...

## Vídeo musical
El vídeo musical de la canción fue subido al canal de VEVO y YouTube el 26 de junio de 2017. Dirigido por Emil Nava, el videoclip consiguió llegar a las 5 millones de reproducciones en menos de 24 horas, y a enero de 2022 sobrepasa las 606 millones de vistas.
En él se puede ver a Harris tocando el bajo sentado en una gran roca a orillas de un lago con un cielo rosado y un ambiente playero que recuerda a las características playas caribeñas detrás de él. En respecto a Williams, él luce una camisa tropical acompañado de unos pantalones cortos azules y unas gafas de sol oscuras mientras se encuentra de pie en un barco de remo en un pequeño lago en donde el agua cambia de color. Posteriormente sale Perry. Ella lleva un vestido amarillo con un pequeño estampado de flores violetas mientras airea su peluca amarilla con raíces negras a la misma vez que se encuentra estirada sobre un manto de hierbas secas. Al salir Sean, vemos que se encuentra sentado en un sillón de color marrón de ambiente tropical mientras rapea su trozo de la canción acompañado de 2 loros rojos a sus lados y un puñado de hojas verdes de palmera que van cambiando de color a medida que el vídeo avanza. Al final de este, podemos ver a los cantantes invitados en sus respectivas zonas bailando mientras salen los créditos de la canción en letras amarillas.

## Posicionamiento en listas

### Semanales
| Argentina       | Monitor Latino               | 7  |
| Argentina       | Argentina Anglo Airplay      | 1  |
| Alemania        | Official German Charts       | 9  |
| Australia       | ARIA Top 100 Singles         | 3  |
| Austria         | Ö3 Austria Top 40            | 5  |
| Bélgica (Fl)    | Ultratop                     | 3  |
| Bélgica (W)     | Ultratop                     | 1  |
| Brasil          | Brasil Hot 100               | 96 |
| Canadá          | Canadian Hot 100             | 5  |
| Chile           | Monitor Latino               | 8  |
| Colombia        | Monitor Latino               | 10 |
| Costa Rica      | Monitor Latino               | 7  |
| Dinamarca       | Tracklisten                  | 4  |
| El Salvador     | Monitor Latino               | 13 |
| Eslovaquia      | Singles Digital Top 100      | 4  |
| Eslovenia       | SloTop50                     | 7  |
| Escocia         | Scottish Singles Chart       | 2  |
| España          | PROMUSICAE                   | 5  |
| Estados Unidos  | Billboard Hot 100            | 20 |
| Estados Unidos  | Pop Songs                    | 8  |
| Estados Unidos  | Adult Pop Songs              | 16 |
| Estados Unidos  | Rhythmic Songs               | 9  |
| Estados Unidos  | Hot Dance/Electronic Songs   | 1  |
| Filipinas       | Philippine Hot 100           | 22 |
| Finlandia       | Suomen Virallin Lista        | 10 |
| Francia         | SNEP                         | 1  |
| Hungría         | Single Top 40                | 5  |
| Irlanda         | IRMA                         | 3  |
| Italia          | FIMI                         | 20 |
| Japón           | Japan Hot 100                | 34 |
| Líbano          | The Official Lebanese Top 20 | 1  |
| Letonia         | Latvijas Top 40              | 1  |
| Malasia         | RIM                          | 4  |
| México          | México Airplay               | 1  |
| Noruega         | VG-lista                     | 5  |
| Nueva Zelanda   | NZ Top 40 Singles Chart      | 2  |
| Países Bajos    | Dutch Top 40                 | 9  |
| Panamá          | Monitor Latino               | 9  |
| Paraguay        | Monitor Latino               | 11 |
| Polonia         | Polish Airplay Top 100       | 6  |
| Portugal        | AFP                          | 9  |
| Reino Unido     | UK Singles Chart             | 1  |
| República Checa | Singles Digitál Top 100      | 5  |
| Suecia          | Sverigetopplistan            | 18 |
| Suiza           | Schweizer Hitparade          | 5  |
| Uruguay         | Monitor Latino               | 8  |

### Certificaciones
| País           | Organismo certificador | Certificación    | Ventas certificadas | Ref.   |
| -------------- | ---------------------- | ---------------- | ------------------- | ------ |
| Alemania       | BVMI                   | Oro              | 200 000             | [ 50 ] |
| Australia      | ARIA                   | 3× Platino       | 210 000             | [ 51 ] |
| Bélgica        | BEA                    | Platino          | 20 000              | [ 52 ] |
| Dinamarca      | IFPI — Dinamarca       | Oro              | 30 000              | [ 53 ] |
| España         | PROMUSICAE             | Platino          | 40 000              | [ 54 ] |
| Estados Unidos | RIAA                   | Platino          | 1 000 000           | [ 55 ] |
| Francia        | SNEP                   | Diamante         | 250 000             | [ 56 ] |
| Italia         | FIMI                   | Platino          | 50 000              | [ 57 ] |
| México         | AMPROFON               | 3× Platino + Oro | 210 000             | [ 58 ] |
| Nueva Zelanda  | RMNZ                   | Platino          | 30 000              | [ 59 ] |
| Reino Unido    | BPI                    | Platino          | 600 000             | [ 60 ] |
| Suecia         | IFPI — Suecia          | 2× Platino       | 80 000              | [ 61 ] |
| Suiza          | IFPI — Suiza           | Platino          | 30 000              | [ 62 ] |